# Денні Сауседо
Денні, Денні Сауседо (Danny, Danny Saucedo) — шведський співак. Повне ім'я — Даніель Алекссандро Сауседо Гжеховський. Виступає сольно, входить до складу гурту E.M.D..

## Біографія
Народився 25 лютого 1986 року у Стокгольмі. Мати Денні походить з Болівії, батько — з Польщі. Його сім'я була дуже музикальною, вже в 5 років маленький Денні був записаний до хору. Він відвідував дві різні музичні школи і до 16 років створив власний музичний гурт під назвою «Raggabousch»,  виконував соул, фанк і поп. 
Денні став популярним у своїй країні як один з фіналістів шоу Ідол — 2006. Незважаючи на те, що він покинув шоу шостим, сингл «Tokyo», який вийшов після його участі в шоу очолив шведські чарти.
Коли Денні підписав контракт з Sony BMG, його взяв під свою опіку відомий продюсер Йонас ван дер Бург, що працює з такими шведськими поп-виконавцями як September і Alcazar. Йонас написав і зпродюсував дебютний альбом Денні «Heart.Beats».

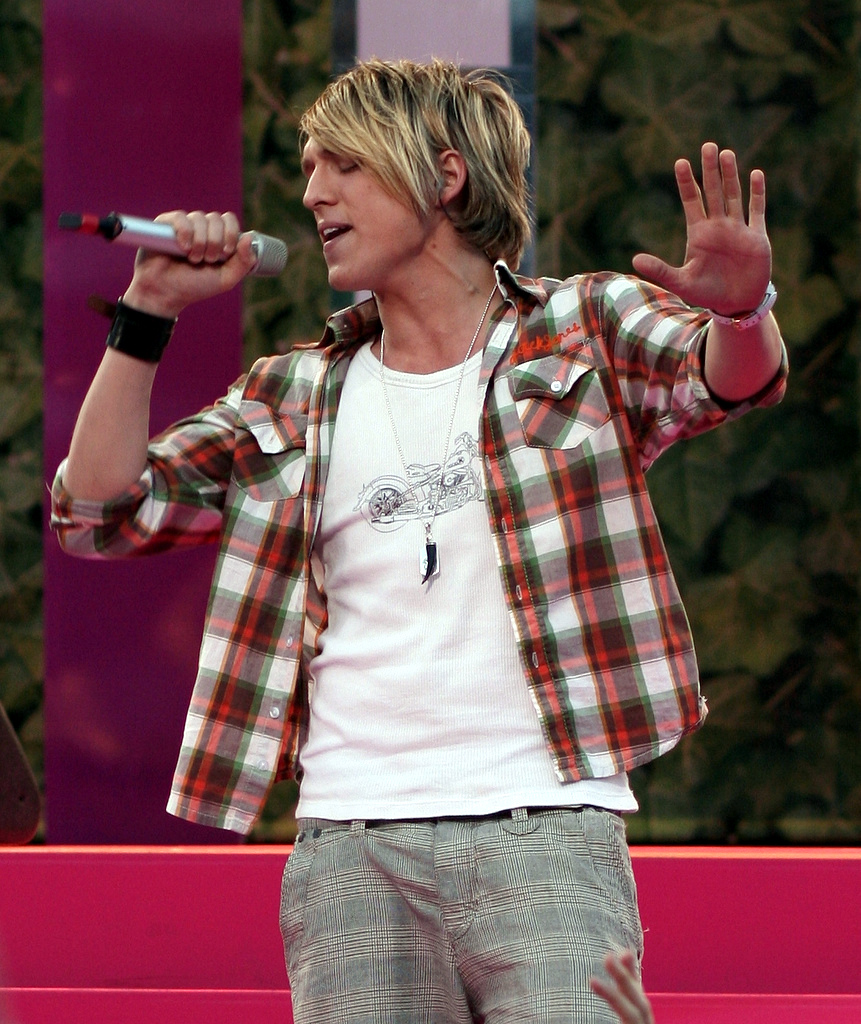
Виступ на конкурсі «Sommarkrysset» (2007)

У Швеції альбом вийшов у 2007 році і також зайняв перше місце в національному чарті альбомів. «Heart.Beats» з трьома хітами («Tokyo», «Play It For The Girls» і «If Only You») мав величезний успіх. Сингли «Tokyo» і «Play It For The Girls» стали платиновими, а «If Only You» — золотим. Денні став популярний не тільки в Швеції, але і в Польщі. Там пісня «If Only You» трималася протягом 5 тижнів на вершині національного хіт-параду, в той час як «Tokyo» дісталася до третьої позиції.
Зараз Денні також виступає в складі групи E.M.D. з іншими колишніми конкурсантами Ідола Еріком Сегерштедтом і Маттіасом Андреассоном, випустивши в 2008 році альбом «A State of Mind». В 2008 році Денні взяв участь в шведських Танцях із зірками, Let's Dance, і зайняв в парі з Молін Йоханссон четверте місце. У тому ж році Денні в парі з Янетт Карлссон брав участь в Танцювальному конкурсі Євробачення 2008, вони зайняли чотирнадцяте місце. У грудні 2008 року Денні випустив другий студійний альбом — «Set Your Body Free». У березні 2009 Денні в складі своєї групи E.M.D. вийшов у фінал шведського музичного конкурсу Melodifestivalen, де вони посіли третє місце. Денні був запрошений в якості спеціального гостя на VII Щорічну премію «Муз-ТВ — 2009», де виступив з піснею «Radio».

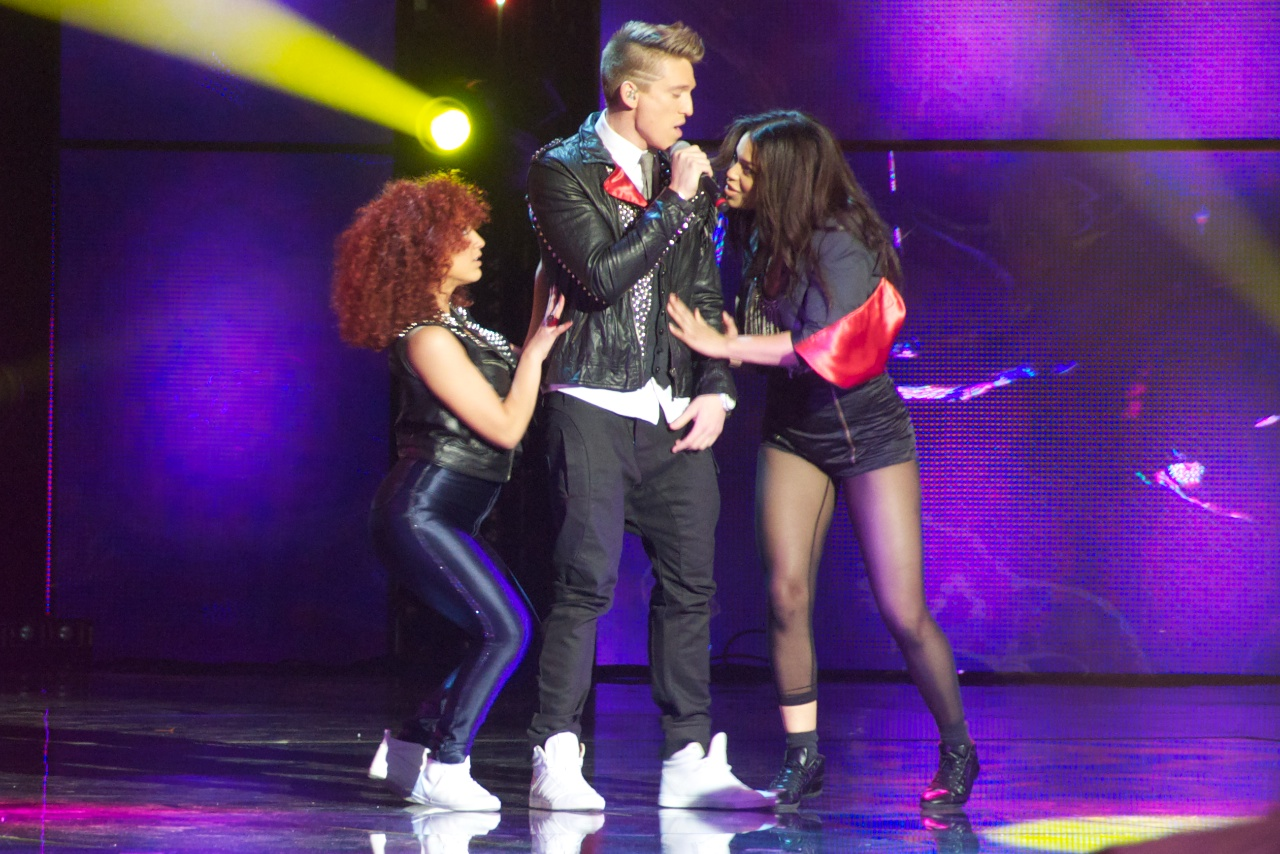
Виступ на Melodifestivalen 2011

В 2011 році Денні бере участь в шведському відборі на Євробачення — в конкурсі Melodifestivalen 2011. Там він сольно виконав пісню «In The Club», написану ним спільно з Пітером і Фігга Бострьомамі, і займає 2 місце.
Наступного року, 2012, Денні  знову бере участь у  конкурсі Melodifestivalen з піснею «Amazing», проте займає друге місце, поступаючись першим співачці Лорін з її піснею «Euphoria».

## Особисте життя
11 лютого 2013 Денні оголосив про те, що зустрічається зі співачкою Моллі Санден. 12 березня 2016 стало відомо про те, що Моллі і Денні побралися.

## Дискографія

### Сингли
- 2006 — Öppna din dörr
- 2006 — Tokyo #1 ПЛАТИНОВЫЙ
- 2007 — Play It For The Girls #1 ПЛАТИНОВИЙ
- 2007 — If Only You (feat. Therese) #1 ЗОЛОТИЙ
- 2008 — Hey (I’ve Been Feeling Kind Of Lonely)
- 2008 — Radio
- 2009 — All On You
- 2009 — Emely
- 2009 — Intimacy
- 2010 — Just Like That
- 2010 — In Your Eyes
- 2011 — In The Club
- 2012 — Amazing
- 2012 — All In My Head
- 2012 — Delirious
- 2013 — Todo El Mundo (Dancing In The Streets)

### Відеокліпи
- Girl Next Door
- Tokyo
- Play It For The Girls
- Radio
- Emely (feat. Sasha Strunin)
- In Your Eyes
- If Only You (feat. Freja)
- Shake Your Ass (feat. Lazee)
- Delirious
- Todo El Mundo (Dancing In The Streets)

## Нагороди
- Найкраща пісня — Tokyo (Nickelodeon Kids Awards 2007)
- Пісня року — Jennie Let Me Love You (Греммі 2009, у складі E.M.D.)

## Фільмографія
- 2003 — (масовка) Ondskan[5]
- 2008 — (озвучка) Disco-Daggarna
- 2009 — (озвучка) Sammys äventyr
- 2012 — (озвучка) Prinsessan Lillifee 2: Den lila enhörningen